# Disney Sequoia Lodge
Disney Sequoia Lodge is een hotel in Disneyland Paris. Het is ontworpen door de Franse architect Antoine Grumbach. De architect probeerde rustieke lodges van nationale parken uit begin 20e eeuw na te bouwen, zoals de Old Faithful Inn (1904) in Yellowstone National Park of andere lodges in bijvoorbeeld Yosemite.
De voorkant van hoofdgebouw ligt tegenover Disney Village aan de andere kant van Lake Disney. Het hotel heeft 1011 kamers, twee restaurants en een hotelbar. Achter het hoofdgebouw staan zes kleinere lodges, waarvan vijf met hotelkamers, en in de zesde een zwembad en andere vrijetijdsvoorzieningen. Het hotel wordt omgeven door duizenden bomen, die geïmporteerd zijn van de westkust van de Verenigde Staten en Canada, waaronder honderden kustmammoetbomen. Van hun Engelse naam Sequoia komt ook de naam van het hotel.
Het hotel werd geopend in april 1992, tegelijk met Disneyland Paris zelf. Op 8 september 1996 werden grote delen van het hotel verwoest door een brand, waardoor de gasten geëvacueerd moesten worden naar andere hotels van Disneyland Paris.
Op 2 juli 2020 is de bezitsvorm uit de naam gehaald. Hierbij is de naam veranderd van Disney's Sequoia Lodge naar Disney Sequoia Lodge.

## Thema
In dit comfort hotel ontdek je de natuur in al haar grootheid, woud-lodges zijn omgeven door bomen en ingericht met houten meubilair. Natuurliefhebbers ervaren hier de Amerikaanse vrije natuur. Inmiddels is er een Bambi-thema toegevoegd aan de kamers.

## Kamers
In het hotel zijn 1009 kamers waaronder tien suites. De standaardkamers zijn 27 m² groot. De suites zijn 55 m².

### Kamertypes
- Standaardkamer: 286 kamers gelegen in de lodges achter het hoofdgebouw.
- Standaardkamer vlak bij de hotelfaciliteiten: 553 kamers gelegen in het hoofdgebouw
- Standaardkamer vlak bij de hotelfaciliteiten - Lake Disney zijde: 50 kamers
- Golden Forest Club kamer: 110 kamers zijn gelegen in de Golden Forest Club, incl:
- Golden Forest Club kamer - Lake Disney-zijde

### Suites
- Golden Forest Club Suite: tien suites zijn geschikt voor twee volwassenen en twee kinderen. De ruime slaapkamer van deze suite is niet gescheiden van het zitkamergedeelte. Sommige van deze suites kunnen samen geboekt worden met een naastgelegen appartementskamer.

## Golden Forest Club
110 kamers en tien Golden Forest Suites zijn gelegen in de Golden Forest Club op de bovenste verdiepingen.
De gasten van de Golden Forest Club beschikken over extra services in de kamer, een privé-receptie en toegang tot de Golden Forest Lounge, gelegen op de tweede verdieping, waar de hele dag door drankjes genuttigd kunnen worden en waar tijdens theetijd snacks geserveerd worden. 

## Restaurants en bar
- Hunter's Grill en Beaver Creek Tavern zijn beide buffetrestaurants met internationale keuken en huisgemaakte gerechten (2 × 340 plaatsen)

- Redwood Bar and Lounge is een comfortabele bar met een grote open haard waar men kan genieten van een lekkere cocktail.

## Overige activiteiten
- Quarry Pool & Health Club - binnen- en buitenzwembad (geopend tijdens het zomerseizoen), bubbelbad en fitnessruimte.
- Northwest Passage - Disney Shop.
- Ontmoetingen met Disney figuren (meestal Goofy of Max)
- Little Prairie: kinderhoekje.